# Darío Acevedo Criado
Darío Acevedo Criado (Lima, 25 de octubre de 1900-Lima, 28 de julio de 1992) fue un médico, educador y docente universitario peruano. Fue ministro de Educación Pública, de 1961 a 1962, durante el segundo gobierno de Manuel Prado.

## Biografía
Nació en Lima, el 25 de octubre de 1900, siendo sus padres Abraham Acevedo y Rosa Criado. Ingresó a la Facultad de Medicina de la Universidad Nacional Mayor de San Marcos. Se recibió de médico-cirujano, el 12 de abril de 1928.
Viajó a Francia para especializarse en Neurofisiología en el Laboratorio de Fisiología del profesor Louis Lapicque, en París. Trabajó además con el profesor Émile Achard en el Hospital Beaujon sobre Nutrición y Endocrinología (1928-1930). También realizó estudios de postgrado en la Escuela de Medicina Harvard, en Boston, Estados Unidos.
De regreso al Perú fue nombrado catedrático titular de Fisiología Humana en la Facultad de Medicina de San Fernando, así como director del departamento de Fisiología de la misma. También fue profesor de Fisiología General en la Facultad de Ciencias de la Universidad de San Marcos, cuyo decanato ejerció.
En 1942, ingresó a la Sanidad de Gobierno y Policía, con la clase de capitán, ascendiendo hasta general. Fue jefe del Departamento de Nutrición en el Hospital de Policía.
El 20 de noviembre de 1961 fue nombrado y juramentado como ministro de Educación Pública, en el segundo gobierno de Manuel Prado, formando parte del gabinete ministerial presidido por Carlos Moreyra y Paz Soldán. Este fue el último gabinete de dicho gobierno, hasta el golpe de Estado de 1962.
Publicó numerosos trabajos de carácter científico y cursos universitarios, así como textos escolares. En varias oportunidades sostuvo que la educación era la base de todo proceso de desarrollo económico y social de un país.
Falleció el 28 de julio de 1992, a la edad de 91 años.

## Premios y condecoraciones
- Premio “Hipólito Unanue”, otorgado por la Academia Nacional de Medicina (1937)[3]
- Cruz de Oro del Mérito Policial (1947)[1]
- Caballero de la Orden del Mérito Policial (1951)[1]
- Premio Fomento de la Cultura "Daniel A. Carrión" (1953)[1]
- Orden de las Palmas Académicas, otorgada por el gobierno de Francia, por su labor científica y cultural.[2]